# Spurio Postumio Albino Magno

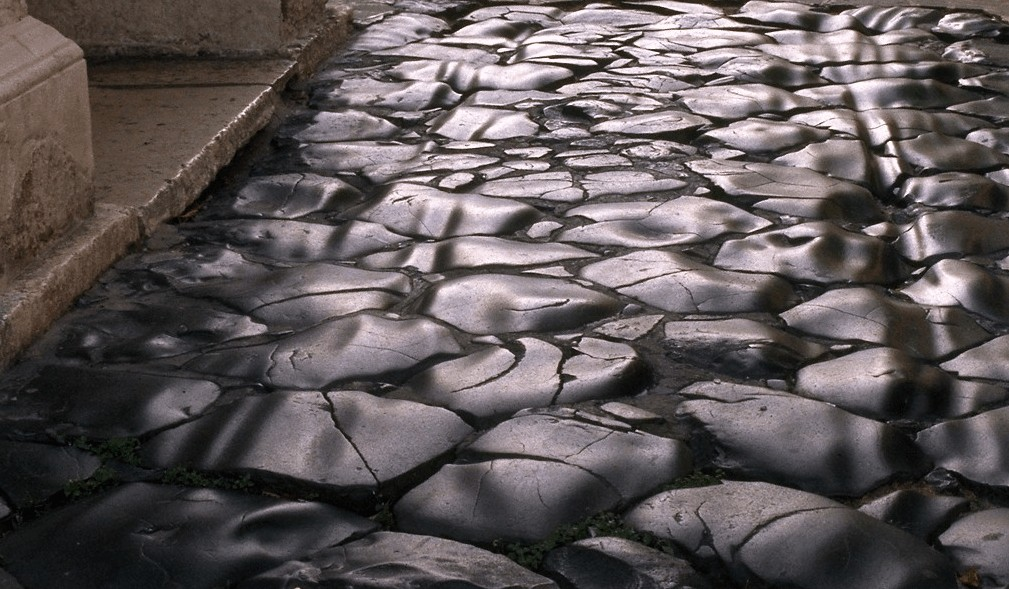
Una porzione della via Postumia, ricostruita sotto l'Arco dei Gavi a Verona.

Spurio Postumio Albino Magno (latino: Spurius Postumius Albinus Magnus) (fl. II secolo a.C.) è stato un politico romano.

## Biografia
Fu eletto console nel 148 a.C. con Lucio Calpurnio Pisone Cesonino. In quell'anno vi fu un grave incendio in Roma. È lo Spurio a cui si riferisce Cicerone nel suo Brutus, ricordando che si trovavano ancora molte sue orazioni.
Durante il suo consolato diede inizio alla costruzione della Via Postumia, che da lui prende il nome.